# 프로이천
프로이천(영어: Pro2000 Co., Ltd.)은 대한민국의 패널 검사 및 DDI 반도체 검사장비 기업이다. 본사는 경기도 군포시 고산로148번길 17 군포IT밸리 411호에 위치해 있다. 대표이사는 임이빈이다.

## 상장
2021년 10월 12일에 유진기업인수목적4호와 합병하면서 코스닥시장에 상장하였다.

## 같이 보기
- 마이크로투나노
- 다원넥스뷰
- 피엠티 (기업)
- 케이엘티
- 타이거일렉

## 참고 문헌
1. ↑  유진투자증권 기업분석보고서-프로이천, 2023-12-19
2. ↑  프로이천	IR자료[깨진 링크(과거 내용 찾기)]